# Gran Premio motociclistico d'Italia 2014
Il Gran Premio motociclistico d'Italia 2014 è stato la sesta prova del motomondiale del 2014.
Le gare delle tre classi in competizione registrano le vittorie di: Marc Márquez in MotoGP, Esteve Rabat in Moto2 e Romano Fenati in Moto3.
In occasione di questo fine settimana di gare, Marco Simoncelli riceve il riconoscimento postumo di MotoGP Legend, in segno di rispetto verso il pilota deceduto a seguito di un incidente avvenuto al GP della Malesia del 2011.

## MotoGP
Lo spagnolo Marc Márquez vince la gara, conquistando la sesta affermazione nelle prime sei gare della stagione, sopravanzando di pochi centesimi il connazionale Jorge Lorenzo. Terzo sul podio Valentino Rossi, che rimonta dalla decima casella dello schieramento di partenza, facendo registrare la sua personale trecentesima gara in carriera nel contesto del motomondiale.
Con questa ennesima vittoria, Márquez continua a mantenere saldamente la vetta della classifica piloti a punteggio pieno con 150 punti, mentre alle sue spalle, Rossi si porta secondo in campionato davanti di un punto rispetto a Dani Pedrosa (giunto quarto).
Aleix Espargaró con la Forward Yamaha è il primo dei piloti iscritti con motociclette con specifiche Open, giungendo nono sul traguardo. Undicesimo Michele Pirro, wild card e collaudatore del Ducati Team, mentre si ritira dopo sei giri Michel Fabrizio, chiamato dal team Iodaracing Project a sostituire l'infortunato Danilo Petrucci.

### Arrivati al traguardo
| Pos. | Nº | Pilota           | Squadra                   | Motocicletta       | Giri | Tempo           | Griglia | Punti |
| ---- | -- | ---------------- | ------------------------- | ------------------ | ---- | --------------- | ------- | ----- |
| 1º   | 93 | Marc Márquez     | Repsol Honda              | Honda RC213V       | 23   | 41min 38s 254ms | 1º      | 25    |
| 2º   | 99 | Jorge Lorenzo    | Movistar Yamaha           | Yamaha YZR-M1      | 23   | +0.121          | 3º      | 20    |
| 3º   | 46 | Valentino Rossi  | Movistar Yamaha           | Yamaha YZR-M1      | 23   | +2.688          | 10º     | 16    |
| 4º   | 26 | Dani Pedrosa     | Repsol Honda              | Honda RC213V       | 23   | +14.046         | 4º      | 13    |
| 5º   | 44 | Pol Espargaró    | Monster Yamaha Tech 3     | Yamaha YZR-M1      | 23   | +15.603         | 5º      | 11    |
| 6º   | 4  | Andrea Dovizioso | Ducati Team               | Ducati Desmosedici | 23   | +17.042         | 8º      | 10    |
| 7º   | 29 | Andrea Iannone   | Pramac Racing             | Ducati Desmosedici | 23   | +17.129         | 2º      | 9     |
| 8º   | 19 | Álvaro Bautista  | Go&Fun Honda Gresini      | Honda RC213V       | 23   | +27.407         | 11º     | 8     |
| 9º   | 41 | Aleix Espargaró  | NGM Forward Racing        | Forward Yamaha     | 23   | +41.886         | 12º     | 7     |
| 10º  | 68 | Yonny Hernández  | Energy T.I. Pramac Racing | Ducati Desmosedici | 23   | +45.212         | 13º     | 6     |
| 11º  | 51 | Michele Pirro    | Ducati Team               | Ducati Desmosedici | 23   | +45.433         | 15º     | 5     |
| 12º  | 17 | Karel Abraham    | Cardion AB Motoracing     | Honda RCV1000R     | 23   | +45.831         | 16º     | 4     |
| 13º  | 45 | Scott Redding    | Go&Fun Honda Gresini      | Honda RCV1000R     | 23   | +45.839         | 14º     | 3     |
| 14º  | 7  | Hiroshi Aoyama   | Drive M7 Aspar            | Honda RCV1000R     | 23   | +46.834         | 17º     | 2     |
| 15º  | 5  | Colin Edwards    | NGM Forward Racing        | Forward Yamaha     | 23   | +1'09.554       | 18º     | 1     |
| 16º  | 70 | Michael Laverty  | Paul Bird Motorsport      | PBM                | 23   | +1'17.789       | 20º     |       |
| 17º  | 23 | Broc Parkes      | Paul Bird Motorsport      | PBM                | 23   | +1'35.031       | 22º     |       |
| 18º  | 63 | Mike Di Meglio   | Avintia Racing            | Avintia GP14       | 23   | +1'37.501       | 21º     |       |

### Ritirati
| Nº | Pilota          | Squadra               | Motocicletta       | Giri | Griglia |
| -- | --------------- | --------------------- | ------------------ | ---- | ------- |
| 8  | Héctor Barberá  | Avintia Racing        | Avintia GP14       | 7    | 19º     |
| 84 | Michel Fabrizio | Octo IodaRacing       | ART                | 6    | 23º     |
| 35 | Cal Crutchlow   | Ducati Team           | Ducati Desmosedici | 3    | 6º      |
| 6  | Stefan Bradl    | LCR Honda             | Honda RC213V       | 3    | 9º      |
| 38 | Bradley Smith   | Monster Yamaha Tech 3 | Yamaha YZR-M1      | 2    | 7º      |

### Non partito
| Nº | Pilota       | Squadra        | Motocicletta   |
| -- | ------------ | -------------- | -------------- |
| 69 | Nicky Hayden | Drive M7 Aspar | Honda RCV1000R |

## Moto2
Dopo l'ultima gara dove non è riuscito a salire sul palco di premiazione del podio, Esteve Rabat del team Marc VDS Racing torna alla vittoria, a culmine di un fine settimana di gara che l'ha visto primeggiare anche in qualifica. Completano il podio Luis Salom e Jonas Folger, rispettivamente secondo e terzo, con un podio composto tutto da piloti alla guida della Kalex Moto2.
Per Rabat si tratta della terza affermazione stagionale, che gli consente di consolidare la prima posizione in graduatoria mondiale, andando ad aumentare il proprio vantaggio in termini di punti, visto anche il sesto posto di Mika Kallio, compagno di squadra di Rabat e secondo in campionato.

### Arrivati al traguardo
| Pos. | Nº | Pilota              | Squadra                    | Motocicletta       | Giri | Tempo           | Griglia | Punti |
| ---- | -- | ------------------- | -------------------------- | ------------------ | ---- | --------------- | ------- | ----- |
| 1º   | 53 | Esteve Rabat        | Marc VDS Racing            | Kalex Moto2        | 21   | 39min 45s 660ms | 1º      | 25    |
| 2º   | 39 | Luis Salom          | Pons HP 40                 | Kalex Moto2        | 21   | +0.248          | 6º      | 20    |
| 3º   | 94 | Jonas Folger        | AGR Team                   | Kalex Moto2        | 21   | +3.600          | 4º      | 16    |
| 4º   | 3  | Simone Corsi        | NGM Forward Racing         | Kalex Moto2        | 21   | +8.117          | 22º     | 13    |
| 5º   | 77 | Dominique Aegerter  | Technomag carXpert         | Suter MMX2         | 21   | +8.124          | 5º      | 11    |
| 6º   | 36 | Mika Kallio         | Marc VDS Racing            | Kalex Moto2        | 21   | +8.214          | 11º     | 10    |
| 7º   | 5  | Johann Zarco        | AirAsia Caterham           | Caterham Suter     | 21   | +8.781          | 12º     | 9     |
| 8º   | 22 | Sam Lowes           | Speed Up                   | Speed Up SF14      | 21   | +10.575         | 2º      | 8     |
| 9º   | 40 | Maverick Viñales    | Pons HP 40                 | Kalex Moto2        | 21   | +10.912         | 16º     | 7     |
| 10º  | 21 | Franco Morbidelli   | Italtrans Racing           | Kalex Moto2        | 21   | +16.251         | 8º      | 6     |
| 11º  | 81 | Jordi Torres        | Mapfre Aspar               | Suter MMX2         | 21   | +16.297         | 7º      | 5     |
| 12º  | 23 | Marcel Schrötter    | Tech 3                     | Tech 3 Mistral 610 | 21   | +16.642         | 10º     | 4     |
| 13º  | 11 | Sandro Cortese      | Dynavolt Intact GP         | Kalex Moto2        | 21   | +17.805         | 3º      | 3     |
| 14º  | 19 | Xavier Siméon       | Federal Oil Gresini        | Suter MMX2         | 21   | +20.340         | 17º     | 2     |
| 15º  | 49 | Axel Pons           | AGR Team                   | Kalex Moto2        | 21   | +20.945         | 14º     | 1     |
| 16º  | 30 | Takaaki Nakagami    | Idemitsu Honda Team Asia   | Kalex Moto2        | 21   | +25.070         | 15º     |       |
| 17º  | 15 | Alex De Angelis     | Tasca Racing               | Suter MMX2         | 21   | +38.473         | 30º     |       |
| 18º  | 95 | Anthony West        | QMMF Racing                | Speed Up SF14      | 21   | +38.503         | 29º     |       |
| 19º  | 88 | Ricard Cardús       | Tech 3                     | Tech 3 Mistral 610 | 21   | +38.737         | 19º     |       |
| 20º  | 96 | Louis Rossi         | SAG Team                   | Kalex Moto2        | 21   | +39.112         | 24º     |       |
| 21º  | 8  | Gino Rea            | AGT Rea Racing             | Suter MMX2         | 21   | +40.424         | 28º     |       |
| 22º  | 60 | Julián Simón        | Italtrans Racing           | Kalex Moto2        | 21   | +40.474         | 20º     |       |
| 23º  | 7  | Lorenzo Baldassarri | Gresini Moto2              | Suter MMX2         | 21   | +41.059         | 23º     |       |
| 24º  | 18 | Nicolás Terol       | Mapfre Aspar               | Suter MMX2         | 21   | +42.977         | 18º     |       |
| 25º  | 55 | Hafizh Syahrin      | Petronas Raceline Malaysia | Kalex Moto2        | 21   | +43.011         | 25º     |       |
| 26º  | 4  | Randy Krummenacher  | Octo IodaRacing            | Suter MMX2         | 21   | +50.254         | 21º     |       |
| 27º  | 25 | Azlan Shah          | Idemitsu Honda Team Asia   | Kalex Moto2        | 21   | +1'04.480       | 32º     |       |
| 28º  | 45 | Tetsuta Nagashima   | Teluru Team JiR Webike     | TSR                | 21   | +1'04.545       | 27º     |       |
| 29º  | 97 | Román Ramos         | QMMF Racing                | Speed Up SF14      | 21   | +1'04.818       | 33º     |       |
| 30º  | 70 | Robin Mulhauser     | Technomag carXpert         | Suter MMX2         | 21   | +1'04.930       | 31º     |       |
| 31º  | 10 | Thitipong Warokorn  | APH PTT The Pizza SAG      | Kalex Moto2        | 21   | +1'22.863       | 34º     |       |

### Ritirati
| Nº | Pilota        | Squadra             | Motocicletta   | Giri | Griglia |
| -- | ------------- | ------------------- | -------------- | ---- | ------- |
| 54 | Mattia Pasini | NGM Forward Racing  | Kalex Moto2    | 8    | 13º     |
| 12 | Thomas Lüthi  | Interwetten Paddock | Suter MMX2     | 4    | 9º      |
| 2  | Josh Herrin   | AirAsia Caterham    | Caterham Suter | 0    | 26º     |

## Moto3
Romano Fenati realizza in occasione di questa gara la sua terza vittoria stagionale, tagliando il traguardo per primo con la KTM RC 250 GP dello SKY Racing Team VR46, sorpassando tutti gli altri concorrenti per la vittoria proprio all'ultimo giro sul rettilineo del traguardo. Dietro il vittorioso pilota italiano, Isaac Viñales e Álex Rins arrivano entrambi a dieci millesimi dal primo, pertanto è stato necessario verificare il fotofinish per assegnare il secondo posto a Viñales.
Per Fenati successo importante anche ai fini del campionato piloti, in quanto il primo in classifica, l'australiano Jack Miller, è costretto al ritiro per una caduta, quindi Fenati si porta a soli cinque punti dal pilota capoclassifica.

### Arrivati al traguardo
| Pos. | Nº | Pilota              | Squadra                   | Motocicletta        | Giri | Tempo           | Griglia | Punti |
| ---- | -- | ------------------- | ------------------------- | ------------------- | ---- | --------------- | ------- | ----- |
| 1º   | 5  | Romano Fenati       | SKY Racing Team VR46      | KTM RC 250 GP       | 20   | 39min 46s 256ms | 4º      | 25    |
| 2º   | 32 | Isaac Viñales       | Calvo Team                | KTM RC 250 GP       | 20   | +0.010          | 12º     | 20    |
| 3º   | 42 | Álex Rins           | Estrella Galicia 0,0      | Honda NSF250R       | 20   | +0.010          | 1º      | 16    |
| 4º   | 44 | Miguel Oliveira     | Mahindra Racing           | Mahindra MGP3O      | 20   | +0.121          | 19º     | 13    |
| 5º   | 31 | Niklas Ajo          | Avant Tecno Husqvarna Ajo | Husqvarna FR 250 GP | 20   | +0.260          | 15º     | 11    |
| 6º   | 10 | Alexis Masbou       | Ongetta-Rivacold          | Honda NSF250R       | 20   | +0.359          | 5º      | 10    |
| 7º   | 19 | Alessandro Tonucci  | CIP                       | Mahindra MGP3O      | 20   | +0.597          | 14º     | 9     |
| 8º   | 58 | Juanfran Guevara    | Mapfre Aspar              | Kalex KTM           | 20   | +5.230          | 8º      | 8     |
| 9º   | 41 | Brad Binder         | Ambrogio Racing           | Mahindra MGP3O      | 20   | +5.353          | 9º      | 7     |
| 10º  | 98 | Karel Hanika        | Red Bull KTM Ajo          | KTM RC 250 GP       | 20   | +5.395          | 7º      | 6     |
| 11º  | 63 | Zulfahmi Khairuddin | Ongetta-AirAsia           | Honda NSF250R       | 20   | +18.618         | 18º     | 5     |
| 12º  | 7  | Efrén Vázquez       | SaxoPrint-RTG             | Honda NSF250R       | 20   | +25.338         | 10º     | 4     |
| 13º  | 65 | Philipp Öttl        | Interwetten Paddock       | Kalex KTM           | 20   | +25.711         | 25º     | 3     |
| 14º  | 3  | Matteo Ferrari      | San Carlo Team Italia     | Mahindra MGP3O      | 20   | +25.796         | 22º     | 2     |
| 15º  | 52 | Danny Kent          | Red Bull Husqvarna Ajo    | Husqvarna FR 250 GP | 20   | +25.904         | 26º     | 1     |
| 16º  | 43 | Luca Grünwald       | Kiefer Racing             | Kalex KTM           | 20   | +26.005         | 21º     |       |
| 17º  | 61 | Arthur Sissis       | Mahindra Racing           | Mahindra MGP3O      | 20   | +27.099         | 24º     |       |
| 18º  | 55 | Andrea Locatelli    | San Carlo Team Italia     | Mahindra MGP3O      | 20   | +27.309         | 23º     |       |
| 19º  | 11 | Livio Loi           | Marc VDS Racing           | Kalex KTM           | 20   | +38.450         | 28º     |       |
| 20ª  | 22 | Ana Carrasco        | RW Racing GP              | Kalex KTM           | 20   | +38.516         | 33ª     |       |
| 21º  | 51 | Bryan Schouten      | CIP                       | Mahindra MGP3O      | 20   | +38.584         | 31º     |       |
| 22º  | 95 | Jules Danilo        | Ambrogio Racing           | Mahindra MGP3O      | 20   | +39.005         | 34º     |       |
| 23º  | 57 | Eric Granado        | Calvo Team                | KTM RC 250 GP       | 20   | +39.082         | 29º     |       |
| 24º  | 16 | Simone Mazzola      | MT Racing Honda           | FTR M3              | 20   | +40.531         | 32º     |       |
| 25º  | 69 | Anthony Groppi      | Pos Corse                 | FTR M3              | 20   | +44.742         | 30º     |       |
| 26º  | 4  | Gabriel Ramos       | Kiefer Racing             | Kalex KTM           | 20   | +1'09.125       | 35º     |       |

### Ritirati
| Nº | Pilota            | Squadra              | Motocicletta  | Giri | Griglia |
| -- | ----------------- | -------------------- | ------------- | ---- | ------- |
| 12 | Álex Márquez      | Estrella Galicia 0,0 | Honda NSF250R | 19   | 6º      |
| 8  | Jack Miller       | Red Bull KTM Ajo     | KTM RC 250 GP | 19   | 2º      |
| 33 | Enea Bastianini   | Junior Team Go&Fun   | KTM RC 250 GP | 19   | 16º     |
| 9  | Scott Deroue      | RW Racing GP         | Kalex KTM     | 19   | 27º     |
| 84 | Jakub Kornfeil    | Calvo Team           | KTM RC 250 GP | 14   | 3º      |
| 21 | Francesco Bagnaia | SKY Racing Team VR46 | KTM RC 250 GP | 9    | 17º     |
| 17 | John McPhee       | SaxoPrint-RTG        | Honda NSF250R | 6    | 11º     |
| 23 | Niccolò Antonelli | Junior Team Go&Fun   | KTM RC 250 GP | 4    | 13º     |
| 38 | Hafiq Azmi        | SIC-AJO              | KTM RC 250 GP | 2    | 20º     |